# Volgfelde
Volgfelde is een plaats en voormalige gemeente in de Duitse deelstaat Saksen-Anhalt, en maakt deel uit van de Landkreis Stendal.
Volgfelde ligt ongeveer 18 km ten westen van de stad Stendal, waarvan het dorp sinds 1 januari 2010 een Ortschaft is. Het dorp heeft een grotendeels agrarisch karakter.
Volgfelde ligt één kilometer ten westen van Vinzelberg. Ten noorden van het dorp loopt de spoorlijn Berlijn - Lehrte, en evenwijdig daaraan de Bundesstraße 188. Het dorp is verbonden met de stad Stendal door een belbusdienst en incidenteel rijdende streekbussen.
Langs het zuidoosten van het dorpje stroomt het riviertje de Uchte.

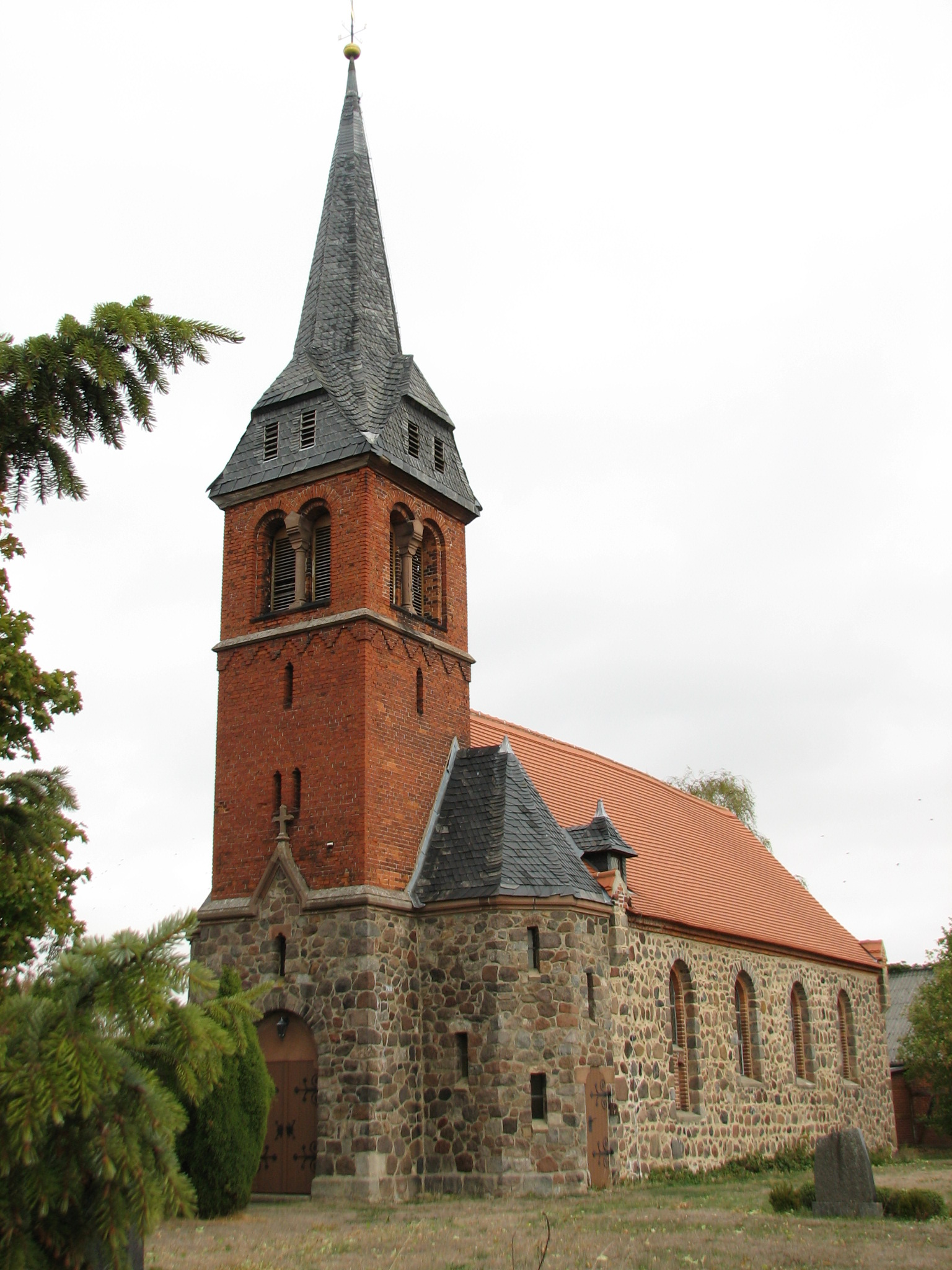
Evang.-lutherse dorpskerk

In 1961 en 1962 zijn bij opgravingen ten noorden van het dorp een aantal artefacten gevonden, die uit de Bronstijd dateren.  
Het dorp komt in 1191 als Folckfelde (volksveld) voor het eerst in een document voor.
De evangelisch-lutherse dorpskerk van Volgfelde dateert gedeeltelijk uit de 13e eeuw. In 1880 werd het bovenste gedeelte van de kerk vervangen. 